# 그레이마우스 공항
그레이마우스 공항(영어: Greymouth Airport)은 뉴질랜드 그레이마우스에 위치한 공항이다.

## 같이 보기
- 뉴질랜드의 항공사 목록